# Alain Payet
Alain Payet, noto anche con lo pseudonimo di John Love (La Réunion, 17 gennaio 1947 – Parigi, 13 dicembre 2007), è stato un attore pornografico e regista pornografico francese.

## Biografia
Iniziò la carriera nel mondo del porno sul finire del 1970 e, in capo a una decina d'anni, assunse la funzione d'assistente di regia per Philippe Labro e Claude Vital. Nel 1973 e 1974 supervisionò la messa in scena di commedie pornografiche, prodotte da Lucien Hustaix, tra le quali Les Tripoteuses e Les Jouisseuses, prima di iniziare egli stesso a dirigere sotto lo pseudonimo John Love (Prostitution clandestine, Julie par devant par derrière, ecc... ).
Amante delle pratiche di sesso estremo e bizzarro, Alain Payet diresse un'attrice di 130 kg, di nome Groseille, nel film Sexplosion; e un nano afroamericano di nome Désiré Bastareaud era un suo attore feticcio ricorrente in molti film da lui diretti come Les Gourmandes du sexe e Les Aventures érotiques de Lili pute. Nel 1985, lanciò la moda del cosiddetto "Hard-Crad" precursore del genere "Gonzo" con il film La Doctoresse a de gros seins.
Alain Payet diresse molte attrici hard del cinema porno francese, come Élodie Chérie, Cathy Ménard, Catherine Ringer, Karen Lancaume, Laure Sainclair, Katsuni, Ovidie, Fovéa, Yasmine, Coralie Trinh Thi, Dolly Golden, e anche Tabatha Cash.
Nel settore del cinema tradizionale, diresse alcuni film di genere Sexploitation come L'Émir préfère les blondes con Paul Préboist, e Nazisploitation come Nathalie dans l'enfer nazi con lo pseudonimo James Gartner.
È morto nel 2007.

## Filmografia parziale

### Film pornografici
- 1975 - Prostitution clandestine, Les gourmandes du sexe, Sexplosion
- 1985 - La Doctoresse a de gros seins
- 1985 - Secrétaires BCBG le jour et salopes la nuit, Beaux culs-belles gueules (Punch video)
- 1985-1995 - Petites salopes à enculer, Rêves de cul, Inititiation érotique, Culs farcis, La rousse aux gros seins, Réseau Baise-Sex opérator, La directrice est une salope (Penguin) Production, Elle suce à genoux (Antarès), Cours très privés pour jeunes baiseuses (Antarès) Production Cinevog, L'infirmière aux gros seins (Punch video), Les aventures érotiques de Lili pute, Oh la la pipi, Julie par devant, par derrière, Le tourniculeur (Video Anais)
- 1990 - La comtesse est une pute
- 1991 - Les 3 garces
- 1994 - Les Visiteuses
- 1995 - Bourgeoise le jour et pute la nuit II
- 1995 - L'Infirmière est vaginale
- 1996 - Chantier interdit au public (Colmax)
- 1996 - Séances très spéciales (Magma)
- 1997 - Labyrinthe (Marc Dorcel)
- 1997 - Les Nuits de la présidente (Marc Dorcel)
- 1997 - Prison (Colmax)
- 1998 - La Croupe Du Monde 98
- 1998 - La Marionnette (Marc Dorcel)
- 1999 - Hotdorix (Colmax)
- 1999 - La Dresseuse
- 2000 - Les Tontons tringleurs (Blue One)
- 2000 - Profession Infirmières de Nuit
- 2001 - L'Affaire Katsumi (Marc Dorcel)
- 2001 - La Fête à Gigi (Marc Dorcel)
- 2001 - Sottopaf et Saccapine font leur cinéma (FM Vidéo)
- 2002 - Les Campeuses de Saint-Tropez
- 2003 - Call Girls de luxe (Marc Dorcel)
- 2003 - Infirmières de charme (Marc Dorcel)
- 2003 - Les célibataires (Blue One)
- 2004 - Katsumi à l'école des sorcières (Blue One)
- 2005 - Oksana-Flic en uniforme (Marc Dorcel)
- 2006 - Yasmine à la prison de femme (Marc Dorcel)
- 2007 - Section disciplinaire

### Supervisione e messa in scena
- 1974 - Les jouisseuses, regia di Lucien Hesaix
- 1974 - Les tripoteuses, regia di Lucien Hesaix

### Film mainstream

#### Sexploitation
- 1983  - L'émir préfère les blondes

#### Nazisploitation
- 1977 La calda bestia di Spilberg (Helga, la louve de Stilberg) (accreditato come Alain Garnier)
- 1977 SS il treno del piacere (Train spécial pour Hitler)  (accreditato come James Gartner)
- 1977 Perversion (Nathalie dans l'enfer nazi) (accreditato come James Gartner)

## Premi
- Hot d'or
  - 1999 : Miglior regista europeo
  - 2000 : Miglior remake o adattamento per Les Tontons tringleurs
- Venus Awards
  - 2003 : Miglior regista
- FICEB
  - 2001 : La fête a Gigi - International Film Grup
  - 2002 : Premio Ninfa 2002 del pubblico al miglior regista